# Ichika Egashira
Ichika Egashira (江頭 一花 Egashira Ichika?,  nacida el 18 de junio de 2002 en Gotō, Nagasaki, Japón) es una futbolista japonesa. Juega de delantera y mediocampista en San Lorenzo de la Primera División A de Argentina.

## Trayectoria

### Inicios
Comenzó jugando al fútbol a sus 9 años de edad con compañeros varones por influencia de su padre, quien originalmente quería que su hijo varón sea futbolista. Ante la falta de interés de este último en el deporte fue Ichika quién comenzó su carrera en el balompié. Pronto sus habilidades de juego empezaron a llamar la atención.

### Iga FC Kunoichi
Desde finales de 2019 disputó partidos con Ig FC Kunoichi en la categoría Sub-18, y también en la reserva (cantera). En diciembre del año 2020 el club decidió promoverla desde la reserva al primer equipo para la temporada 2021. El 23 de diciembre del año 2022 el club hizo oficial la salida de Egashira del equipo luego de 3 años en la escuadra.

### Excursionistas
El 16 de enero del año 2023 se hace oficial su transferencia al club Excursionistas de la Primera A de Argentina. El fichaje tuvo mucha trascendencia, tanto por medios de comunicación argentinos como algunos japoneses, debido a que es la primera japonesa en jugar la liga femenina argentina.
Su debut se produjo el 13 de marzo de 2023, por la tercera fecha del Campeonato de dicho año ante River Plate en River Camp, partido que culminó en derrota de Excursionistas por 2–1.

### River Plate
El 9 de enero de 2024, Ichika Egashira fue anunciada como nueva jugadora de River Plate. Egashira hizo su debut oficial con River el 10 de marzo, como titular en el Superclasico contra Boca Juniors, partido que terminó en derrota 2–0 para el conjunto Millonario. El 21 de diciembre del mismo año, Ichika anunció su salida del equipo de Nuñez.

### San Lorenzo
Se anunció su llegada a las Santitas para la temporada 2025. Se le asignó el dorsal 29. Debutó y marcó su primer gol con el equipo el 31 de enero ante Vélez Sarsfield.

## Estadísticas

### Clubes
| Club                      | País      | Año             |
| ------------------------- | --------- | --------------- |
| Iga FC Kunoichi (reserva) | Japón     | 2020 - 2021     |
| Iga FC Kunoichi           | Japón     | 2021 - 2022     |
| Excursionistas            | Argentina | 2023            |
| River Plate               | Argentina | 2024            |
| San Lorenzo               | Argentina | 2025 - presente |